# 三角不等式

三辺の長さを x, y, z とする三角形の三例

数学における三角不等式（さんかくふとうしき、英: triangle inequality）は、任意の三角形に対してその任意の二辺の和が残りの一辺よりも大きくなければならないことを述べるものである。なお、三角比を含む不等式のことを三角不等式（英: trigonometric inequalities）と呼ぶ場合もあるので、どちらを指しているかは注意が必要である。

## 概要
（退化した場合も含めた）三角形の三辺が x, y, z で最大辺が z とすれば、三角不等式は
{\displaystyle z\leq x+y}
が成り立つことを主張している。
等号が成立するのは三角形が面積 0 に退化したときに限る。ユークリッド幾何学ほかいくつかの幾何学において、三角不等式は距離に関する定理であって、ベクトルやベクトルの長さ（ノルム）を用いて
{\displaystyle \|\mathbf {x} +\mathbf {y} \|\leq \|\mathbf {x} \|+\|\mathbf {y} \|}
と書くことができる。ここで、第三辺の長さ z がベクトルの和 x + y で置き換わっていることに注意。x, y が実数のとき、それを ℝ1 のベクトルと見れば、三角不等式は絶対値の間の関係を記述するものとなる。
ユークリッド幾何学において、直角三角形に対する三角不等式は三平方の定理の帰結であり、一般の三角形の場合は余弦定理の帰結である（もちろんそれらの定理によらない証明は可能であるけれども）。三角不等式は ℝ2 や ℝ3 の何れかにおいて直観的に見ることができる。右図は明らかに不等号が成り立つもの (上) から等号に近いもの (下) までの三例である。ユークリッド幾何学の場合では、等号が成立するには一つの角が 180° で二つの角が 0°  の場合、したがって三頂点が同一直線上にある場合に限られる。したがって、ユークリッド幾何学において二点間の最短距離は直線である。
球面幾何学において二点間の最短距離は大円弧であるが、球面上の二点間の距離がその二点を結ぶ劣弧線分（大円の中でその二点を端点とする二つの弧のうち中心角が [0, π) のもの）で与えられるものとすれば、三角不等式が成り立つ。
三角不等式はノルムや距離函数の「定義性質」の一つである。そのような性質は、各々特定の空間（実数直線やユークリッド空間や (p ≥ 1 に対する) Lp-空間や内積空間）に対して、そのようなノルムや距離函数となるべき任意の函数に対する定理として、きちんと述べなければならない。

## ユークリッド幾何学の場合

ユークリッドの平面幾何における三角不等式の証明の構成

ユークリッドは平面幾何における三角不等式を図のような構成を用いて証明した: 三角形 ABC に対して、一辺 BC を共有する二等辺三角形をもう一つの等辺 BD の足が辺 AB の延長上にあるように作る。すると角について β > α が言えるから、さらに辺について AD > AC も言える。しかし AD = AB + BD = AB + BC なのだから、辺の和について AB + BC > AC となる、ということがユークリッドの『原論』 I 巻の命題 20 に書かれている。

### 折線不等式
三角不等式は数学的帰納法により、任意の折線に関する命題に拡張することができる。すなわち、そのような折線の全ての辺の長さの和は、その折線の二端点を直線で結んだ長さよりも小さくなることはない。特にその帰結として、多角形のどんな長さの辺も残り全ての辺の長さの和より必ず小さいことが言える。

曲線の弧長は折線近似の長さの上限として定義される。

このように折線に対して一般化すれば、ユークリッド幾何において二点間を結ぶ最短曲線が直線であることが示せる。
二点間を結ぶ折線がその二点間を結ぶ線分よりも短くならないことから、曲線の弧長がその曲線の両端点の間の距離より短くなることはないことが従う。実際、定義により曲線の弧長はそれを近似する折線の長さの上限で、折線に対する結果は端点間を結ぶ線分が全ての折線近似の中で最短ということであった。曲線の弧長は任意の折線近似の長さ以上であるから、曲線それ自身が直線経路より短くなることはない。

### 高次元単体不等式
三角不等式をより高次元に一般化してものとして、ユークリッド空間内の n-次元単体の n − 1 次元ファセットの超体積は、それ以外の n 個のファセットの超体積の和以下である。特に、四面体の一つの三角形面の面積は、ほかの三面の面積の和以下になる。

## ノルム線型空間の場合

ベクトルのノルムに対する三角不等式

ノルム空間 V に対して、ノルムを定義する性質の一つが三角不等式
{\displaystyle \|x+y\|\leq \|x\|+\|y\|\quad (\forall \,x,y\in V)}
である。つまり、二つのベクトルの和のノルムは、その二つのベクトルそれぞれの長さの和で抑えられる。これを劣加法性と呼ぶこともある。ノルムとして振る舞うことが期待される任意の函数はこの要件を満足しなければならない
ノルム空間がユークリッド空間あるいはより一般の狭義凸空間ならば、‖ x + y ‖ = ‖ x ‖ + ‖ y ‖ となるための必要十分条件は、三点 x, y, x + y の成す三角形が退化していること、すなわち x, y が同一半直線上にあることである。式で書けば、x = 0 または y = 0 または x = αy (∃α > 0 となる。この性質は狭義凸ノルム空間（例えば ℓp-空間 (1 < p < ∞) など）を特徴付ける。しかしこれが成立しないノルム空間も存在する。

## 距離空間の場合
距離空間 M の距離函数を d とすれば、三角不等式
{\displaystyle d(x,z)\leq d(x,y)+d(y,z)\quad (\forall x,y,z\in M)}
は距離函数の定義要件の一つである。つまり、x から z までの距離は、x から y への距離とy から z までの距離の和で上から押さえられる。
三角不等式は距離空間上の興味の大半を占める収束性に関わっている。これは距離函数の残りの要件が比較的単純なことによる。例えば距離空間における任意の収束列がコーシー列であるという事実は三角不等式からの直接の帰結である。なんとなれば xn および xm を（距離空間における収束の定義にある通りの）任意の ε > 0 に対して d(xn, x) < ε/2 および d(xm, x) < ε/2 なるようにとれば、三角不等式により d(xn, xm) ≤ d(xn, x) + d(xm, x) < ε/2 + ε/2 = ε となり、点列 {xn} は定義によりコーシー列である。
ノルム空間を、ノルムの誘導する距離函数 d(x, y) ≔ ‖ x − y ‖ のもとで距離空間とみて、x − y は始点 y から終点 x へ結んだベクトルと解釈するとき、この空間の距離空間としての三角不等式は、前節で述べたノルム空間の場合の三角不等式に帰着される。

## 逆三角不等式
三角不等式が上からの評価であるのに対し、下からの評価を与える逆向きの三角不等式 (reverse triangle inequality) は三角不等式からの初等的な帰結として得られる。それは平面幾何の言葉で言えば「三角形の任意の辺は、その他の二辺の差よりも大きい」ということができる。ノルム空間の場合には
{\displaystyle {\Bigl |}\|x\|-\|y\|{\Bigr |}\leq \|x-y\|,}
あるいは距離空間の場合には |d(y, x) − d(x, z)| ≤ d(y, z) ということになる。これはノルム ‖ • ‖ や距離函数 d(x, •) がリプシッツ定数 1 のリプシッツ連続函数となることを示すもので、したがって特に一様連続である。
逆三角不等式は通常の三角不等式を用いて証明できる:
{\displaystyle \|x\|=\|(x-y)+y\|\leq \|x-y\|+\|y\|\implies \|x\|-\|y\|\leq \|x-y\|,}
{\displaystyle \|y\|=\|(y-x)+x\|\leq \|y-x\|+\|x\|\implies \|x\|-\|y\|\geq -\|x-y\|}
に注意すれば
{\displaystyle -\|x-y\|\leq \|x\|-\|y\|\leq \|x-y\|\implies {\bigl |}\,\|x\|-\|y\|\,{\bigr |}\leq \|x-y\|.}

## ミンコフスキー空間における不等号の反転
ミンコフスキー空間において x, y がともに未来光錐内にある時間的ベクトルならば、三角不等式は逆向きの評価
{\displaystyle \|x+y\|\geq \|x\|+\|y\|}
になる。この不等式の物理学的例が特殊相対論における双子のパラドックスである。二つのベクトルがともに過去光錐内にある場合や、少なくとも一方がヌルベクトルである場合にも、同じくこの逆向きの不等号を持つ三角不等式が成り立つ。この結果は、任意の自然数 n に対する n + 1 次元において成立する。
x, y がともに空間的ベクトルの場合は、通常通りの三角不等式が満足される。

## 注